# Woot
Woot(원래 명칭: W00t)는 캐럴턴 (텍사스주)의 댈러스 교외에 본사를 둔 미국의 인터넷 소매업체이다. 전자제품 도매업체인 매트 러틀리지(Matt Rutledge)가 설립한 이 회사는 2004년 7월 12일에 데뷔했다. Woot의 기본 웹사이트에서는 일반적으로 컴퓨터 하드웨어나 전자 장치 등 하루에 단 하나의 할인된 제품만 제공한다. 다른 Woot 사이트에서는 티셔츠, 와인, 어린이 용품, 가정용품에 대한 일일 할인을 제공한다. 다른 두 사이트에서는 다양한 항목을 제공한다. 2010년 6월 30일 Woot는 아마존 (기업)에 인수되기로 합의했다고 발표했다.